# Печать Делавэра
Большая печать штата Делавэр (англ. The great seal of the state of Delaware) — один из государственных символов штата Делавэр, США. Была принята 17 января 1777 года. Небольшие изменения вносились в её внешний вид в 1793, 1847 и 1907 годах. Современная версия была утверждена в 2004 году. Печать состоит из герба, окружённого надписью.

## Герб

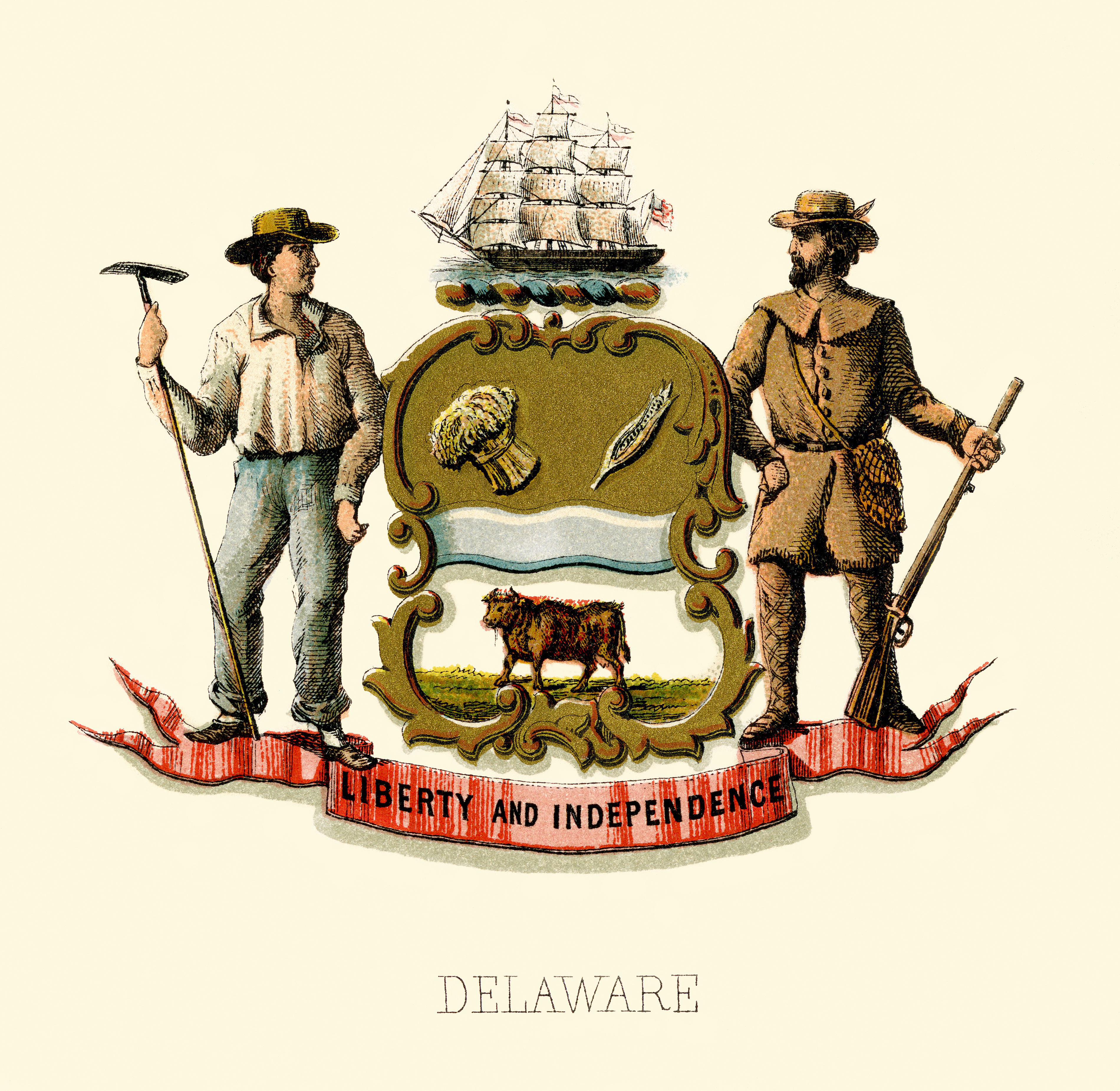
Герб штата Делавэр (1876)

Вверху щита изображён сноп и початок кукурузы. Внизу — бык, стоящий на траве. Над щитом изображён плывущий корабль. Щитодержатели — фермер слева и ополченец справа. Под щитом располагается девиз штата. Элементы герба имеют следующую символику:
- Сноп взят из печати округа Сассекс, и символизирует сельское хозяйство штата.
- Початок кукурузы взят из печати округа Кент и символизирует основной продукт экономики штата.
- Голубая полоса на щите символизирует реку Делавэр.
- Бык — важность животноводства в экономике штата.
- Корабль — кораблестроение и морскую торговлю.
- Фермер с мотыгой — фермерское хозяйство штата.
- Ополченец с мушкетом — роль ополченцев в защите гражданских свобод.
- Девиз «Liberty and Independence» (англ. «Свобода и независимость») был введён Орденом Цинцинната, созданным в 1783 году.

## Надпись
Надпись вокруг гласит: «The great seal of the state of Delaware * 1704 * 1776 * 1787» (англ. «Большая печать штата Делавэр * 1704 * 1776 * 1787»).
- Делавэрская колония учредила свою собственную Генеральную Ассамблею в 1704 году;
- День отделения, 15 июня 1776 года, был днём, когда колониальная Генеральная ассамблея объявила Делавэр независимым государством;
- День Делавэра, 7 декабря 1787 года, был днём, когда первым из штатов Делавэр ратифицировал Конституцию США.